# Gironcourt-sur-Vraine
Gironcourt-sur-Vraine é uma comuna francesa na região administrativa do Grande Leste, no departamento de Vosges. Estende-se por uma área de 7.51 km². Em 2010 a comuna tinha 916 habitantes (densidade: 122 hab./km²).